# Cheick Condé
Cheick Oumar Condé (* 26. Juli 2000 in Conakry) ist ein guineischer Fußballspieler. Der defensive Mittelfeldspieler steht seit Januar 2025 in Italien beim FC Venedig unter Vertrag und ist Nationalspieler von Guinea.

## Karriere

### Verein
Condé wurde in der guineischen Hauptstadt Conakry geboren und spielte in seiner Jugend beim FC Séquence. Im Sommer 2019 ging er nach Tschechien, wo ihn der Drittligist FC MAS Táborsko unter Vertrag nahm. Dort wurde er auf Anhieb Stammspieler und belegte mit der Mannschaft nach der Hinrunde den ersten Tabellenplatz. In der Winterpause verpflichtete ihn im Januar 2020 gegen Zahlung einer Ablösesumme der Erstligist FC Fastav Zlín, bei dem er sich in der folgenden Zeit ebenfalls als Stammspieler durchsetzen konnte. Bis Ende der Saison 2021/22 bestritt er insgesamt 65 Ligaspiele mit der Mannschaft.
Im Sommer 2022 wechselte Condé zum Schweizer Superligisten FC Zürich, bei dem er zunächst einen Vierjahresvertrag bis 2026 unterzeichnete, der später um ein Jahr bis 2027 verlängert wurde. Auch in Zürich wurde er Stammspieler und Leistungsträger. Nach bis dahin 93 Pflichtspieleinsätzen mit der Mannschaft verlor Condé im Laufe der Hinrunde der Saison 2024/25 seinen Stammplatz; infolge eines anschließenden Streiks des Spielers gab der Verein im November 2024 bekannt, sich im Wintertransferfenster von ihm trennen zu wollen. Anfang Januar 2025 verpflichtete ihn daraufhin der italienische Erstligist FC Venedig.

### Nationalmannschaft
Im März 2022 wurde Condé erstmals in den Kader der guineischen A-Nationalmannschaft berufen und debütierte dort beim anschließenden Freundschaftsspiel gegen Südafrika. Im September 2022 bestritt er zwei weitere Länderspiele, wurde anschließend jedoch zunächst ein Jahr lang nicht mehr in den Nationalkader berufen und für den Afrika-Cup 2024 nicht berücksichtigt. Seit März 2024 gehört er wieder regelmäßig dem Kader an.